# Haplinis mundenia
Haplinis mundenia là một loài nhện trong họ Linyphiidae.
Loài này thuộc chi Haplinis. Haplinis mundenia được Arthur T. Urquhart. miêu tả năm 1894.